# Computerized Maintenance Management System
Un computerized maintenance management system, conosciuto anche come sistema di gestione della manutenzione o con la sigla CMMS, è un'applicazione software che supporta il sistema informativo per la gestione della manutenzione spesso integrata con l'enterprise resource planning (ERP) aziendale.
Poiché si tratta di un errore molto diffuso, è importante non confondere il Sistema Informativo di Manutenzione, con l'applicazione sottostante che lo supporta. L'applicazione si può acquistare, il sistema informativo è il frutto del lavoro quotidiano dei tecnici, senza il quale nessun risultato atteso di miglioramento è raggiungibile.
La norma UNI 10584 recita infatti che il Sistema Informativo di Manutenzione ... ( SIM ) "è un insieme di norme e procedure" ... "e può essere supportato in diverse forme" ... a partire da quella cartacea che fino a trent'anni fa era la più diffusa, per passare ai prodotti Office e per finire con le applicazioni dedicate dette CMMS (in inglese) o GMAO (in francese), che oggi rappresentano lo strumento più diffuso per supportare il Sistema Informativo di Manutenzione. 
Il sistema informativo nasce con lo scopo di progettare, organizzare e gestire la manutenzione interna di aziende che non si occupano primariamente di manutenzione, o la manutenzione offerta da aziende specializzate, che fanno della manutenzione il loro Core business.
L'applicazione software diventa quindi il principale strumento a supporto dei servizi di manutenzione, i quali se realizzeranno all'interno di essa un sistema informativo coerente con i fabbisogni espressi dai sistemi mantenuti e con l'organizzazione del servizio di manutenzione, potranno realizzare i seguenti obiettivi:
- miglioramenti nella prestazione impiantistica
- riduzione dei costi propri di manutenzione
- miglioramenti nella progettazione del sistema di manutenzione
- miglioramenti di efficienza/efficacia delle azioni manutentive
- miglioramenti nella definizione e nella gestione dei piani di manutenzione, delle politiche di manutenzione preventiva delle attività diagnostiche
- miglioramenti nella gestione dei ricambi e nella definizione dei corretti livelli di scorta

## Componenti
Il sistema prevede essenzialmente le seguenti aree di interesse:
- progettazione delle azioni manutentive, con particolare riguardo ai piani di manutenzione
- strutture fisiche
- collegamenti fra elementi fisici ed i principali ricambi consumati
- controllo della prestazione dei sistemi
- gestione delle risorse di manutenzione
- pianificazione degli interventi manutentivi e gestione delle azioni preventive
- gestione dei lavori di manutenzione su richiesta
- gestione delle imprese esterne e delle subforniture
- gestione dei magazzini
- approvvigionamento delle risorse (acquisti e procurement in genere)
- statistiche sull'impiego del sistema informativo e sui principali indicatori di manutenzione

### Progettazione delle azioni manutentive
La progettazione si occupa di analizzare a priori e sulla base di dati storici, il comportamento al guasto dei sistemi e dei loro componenti, ricavandone informazioni per la prevenzione dei guasti, delle avarie e dei degradi e/o il miglioramento delle prestazioni. In quest'area si progettano anche i Piani di Manutenzione.

### Strutture fisiche
Comprendono l'anagrafica dei sistemi (impianti, linee produttive, edifici, verde, opere civili, infrastrutture, mezzi di trasporto, beni culturali e ambientali, beni archeologici, ecc) e attraverso la scomposizione degli elementi che li compongono fino ad arrivare ai componenti più elementari, ma di interesse per la manutenzione. La logica seguita nella scomposizione è simile ma persegue obiettivi diversi rispetto alla scomposizione che si effettua per produrli :) (Distinta base).

### Collegamenti con i principali ricambi
Ciascun assieme o componente che costituisce il sistema, è collegato ad una lista dei principali ricambi (in genere solo i ricambi specifici) utilizzati nelle azioni manutentive, allo scopo di facilitarne il reperimento, nel momento in cui se ne rileva la necessità.

### Controllo delle prestazioni
Le azioni manutentive sono operate principalmente allo scopo di mantenere un certo livello di prestazione nei sistemi mantenuti. L'elevato assortimento e le differenti modalità di collegamento (in serie, in parallelo) dei sistemi comporta un controllo costante e continuo della prestazione sia per verificare se sono stati raggiunti gli obiettivi, sia per individuare precocemente eventuali derive rispetto al tasso di guasto previsto.

### Gestione delle risorse
In manutenzione si utilizzano un gran numero di risorse facenti capo in linea di massima alle seguenti categorie: materiali, manodopera, servizi. L'articolazione di queste categorie va tenuta sotto controllo così come le informazioni anagrafiche associate alle diverse risorse. Specie per i materiali che, fra tutte, sono in genere le risorse più numerose. È importante definire una classificazione delle risorse sia per scopi di reperimento, sia per facilitare il confronto per gruppi di risorse relativamente a consumi e costi.

### Pianificazione degli interventi
Una parte delle azioni manutentive non sono effettuate su richiesta, ma eseguite sulla base di un piano, a scadenze e periodicità prefissati. I criteri di reiterazione degli elementi di piano cosiffatti sono numerosi, ma rispondono tutti al problema: cosa devo fare oggi?
Il piano di manutenzione conserva queste scadenze e ne permette facilmente la loro esecuzione senza perdere di vista le azioni da svolgere. Il piano di manutenzione è una delle principali ragioni che portano ad utilizzare una applicazione software per supportare il SIM. Generalmente infatti si tratta di numerosissimi interventi molto piccoli (anche inferiori al quarto d'ora) che a valore non vanno oltre il 20-25% del totale delle azioni manutentive, ma spesso rappresentano il 95-98% di esse.

### Lavori su richiesta
Contrariamente agli interventi contenuti nel piano, i lavori di manutenzione su richiesta sono meno numerosi, ma di molto maggiore dimensione (si va da un minimo di 2-4 ore di manodopera per i lavori elettrici, ad un minimo di 8-10 ore di manodopera per i lavori meccanici, ma facilmente si trovano lavori che superano il centinaio di ore di manodopera per il loro completamento).
Le logiche di gestione sono pertanto molto diverse. La programmazione dei lavori su richiesta, non si basa semplicemente sulle date, ma è multicriterio, ossia si basa anche sulla priorità, su chi ne ha fatto richiesta, su eventuali precedenze, sull'attuale stato del lavoro.

### Imprese esterne
La gestione delle imprese esterne e dei servizi da loro offerti richiede una attenzione particolare rispetto alla gestione della manodopera sociale. Ciò perché le aziende definiscono con i loro fornitori una miriade di differenti azioni contrattuali: si va dai contratti in economia, ai contratti a misura, a forfait, in service, in full-service e in global-service, questo per citare solo le tipologie. All'interno di ciascuna tipologia vi sono poi diverse regole contrattuali che definiscono quando, come, e a che costo sono utilizzabili le risorse o i servizi offerti, nonché le modalità per effettuare il pagamento delle prestazioni.

### Magazzini materiali tecnici
La gestione dei magazzini è uno dei più classici processi di manutenzione, la cui importanza si vede quando non funziona. Ossia quando per eseguire una certa azione manutentiva occorre un certo ricambio e invece tale ricambio non è a scorta o è terminato.
Di per sé la gestione dei magazzini è consolidata da almeno una cinquantina d'anni di esperienze, in cui raramente si propone qualcosa di nuovo. Quindi è abbastanza semplice realizzare un magazzino di materiali tecnici che funzioni adeguatamente. 
Spesso la tentazione di risparmiare gli elevati costi di immobilizzo che la gestione di un magazzino comporta, spinge i tecnici a tenere in catalogo numerosi ricambi a "scorta zero", da approvvigionare al momento del fabbisogno. Errori nella definizione di questi materiali e più in generale nella valutazione dei livelli minimi di scorta portano ad un rapido degrado del magazzino con i problemi citati di rotture di stock che a loro volta provocano ritardi nella esecuzione delle azioni manutentive.
Un errore piuttosto comune, in tal senso, è di basare le previsioni di consumo su un modello storicistico (ossia valutando i consumi nei periodi precedenti). Tale approccio che funziona piuttosto bene con i materiali di consumo e con i materiali non tecnici, se usato con i ricambi da risultati veramente disastrosi. Con i ricambi, per prevedere i loro consumi, il modello migliore è basato sull'affidabilità e la criticità dei sistemi o dei componenti che li utilizzano. Se si segue tale modello si riducono al minimo le probabilità di rotture di stock, pur mantenendo la possibilità di ottenere importanti economie, gestendo una parte di essi a fabbisogno (ossia a scorta zero).

### Approvvigionamento e procurement
In genere per le modeste interfacce che ha l'approvvigionamento di beni e servizi con i processi manutentivi, sovente, è gestito dal sistema informativo aziendale e non fa quindi parte del SIM. In altri casi, dove invece è necessaria una forte interazione, l'approvvigionamento è una parte importante del SIM, specie per districarsi nelle numerosissime varianti delle tipologie contrattuali (vedi paragrafo più sopra).

### Statistiche
Una parte delle statistiche di un SIM riguardano proprio la verifica di un suo corretto utilizzo, nei diversi processi. Un'altra parte è dedicata a valutare in base a numerosi indicatori in gran parte normalizzati dall'UNI (norme UNI 10147 e 10388), da un lato la prestazione del servizio di manutenzione, dal lato opposto le prestazioni dei sistemi da esso mantenuti.

## Acronimi
L'unico acronimo accettato in Italia per il Sistema Informativo di Manutenzione, sulla base delle norme UNI, è SIM. L'uso di numerosi altri acronimi, spesso di derivazione anglosassone, generalmente usati per enfatizzare questa o quella attribuzione particolare della propria applicazione software, non fanno altro che confondere le idee. Già peraltro confuse dalla semplice, ma essenziale, distinzione fra il Sistema Informativo di Manutenzione e l'applicazione software sottostante, che molti fornitori di prodotti usano come sinonimi, per trasferire le proprietà e soprattutto i benefici dall'uno all'altro indifferentemente. Ciò che, evidentemente, nella realtà applicativa non è.